# Opel TID
Opel TID (ang. Triple Info Display) – wyświetlacz danych stosowany w samochodach marki Opel w modelach Astra F, Corsa B, oraz Tigra A.

## Funkcje
Wyświetlacz TID posiada organizację ośmioznakową i dzieli się na trzy części. W polu po lewej stronie pokazywany jest aktualny czas w systemie 24-godzinnym. Pole środkowe służy do wyświetlania daty (w systemie dd-mm-rrrr) oraz informacji z oryginalnego radia Opel (bez własnego wyświetlacza) lub z innych radioodbiorników, które współpracują z wyświetlaczem TID (niektóre modele Kenwood oraz Grundig) a także po dłuższym przytrzymaniu obydwu przycisków wyświetla prędkość pojazdu ale tylko do 53 km/h, powyżej tej prędkości wyświetla się +53 km/h. W prawym polu wyświetlacz pokazuje temperaturę. Dodatkowo, nad środkowym polem wyświetlacza znajdują się ikonki stanu radioodbiornika.